# Parigi-Bruxelles 1976
La Parigi-Bruxelles 1976, cinquantaseiesima edizione della corsa, si svolse il 22 settembre 1976 su un percorso di 312 km, con partenza da Senlis e arrivo a Sint-Genesius-Rode. Fu vinta dall'italiano Felice Gimondi della Bianchi-Campagnolo, che bissò il successo di dieci anni prima, davanti all'olandese Hennie Kuiper e al belga Tony Houbrechts.

## Ordine d'arrivo (Top 10)
| Pos. | Corridore         | Squadra                          | Tempo    |
| ---- | ----------------- | -------------------------------- | -------- |
| 1    | Felice Gimondi    | Bianchi-Campagnolo               | 7h28'00" |
| 2    | Hennie Kuiper     | Ti-Raleigh-Campagnolo            | a 20"    |
| 3    | Tony Houbrechts   | Bianchi-Campagnolo               | a 22"    |
| 4    | Freddy Maertens   | Flandria-Velda-W-VL Vleesbedrijf | a 30"    |
| 5    | Walter Planckaert | Maes Pils-Rokado                 | s.t.     |
| 6    | Walter Godefroot  | Ijsboerke-Colnago                | s.t.     |
| 7    | Frans Verbeeck    | Ijsboerke-Colnago                | s.t.     |
| 8    | Marc Renier       | Ijsboerke-Colnago                | s.t.     |
| 9    | Willem Peeters    | Ijsboerke-Colnago                | s.t.     |
| 10   | Gerben Karstens   | Ti-Raleigh-Campagnolo            | s.t.     |